# José Gamarra Mayor
José Gamarra Mayor Sáez de Cortazar o según su nombre religioso José de Jesús Nazareno (Trokóniz, 27 de agosto de 1923-Salamanca, 2012) fue un religioso trinitario español, primer ministro de la Orden de la Santísima Trinidad, luego de las Constituciones de 1983 en que el instituto abandona el antiguo título de «Descalzos» y 83° sucesor de san Juan de Mata en el cargo.

## Biografía

### Origen
José Gamarra Mayor nació el 27 de agosto de 1923 en el pueblo de Trokóniz, perteneciente al municipio de Iruraiz-Gauna, en La Rioja Alavesa (España), en el seno de una familia de labradores. Sus padres fueron Roque Luis Gamarra Mayor de San Vicente y Brígida Sáez de Cortazar y Elorza. Quedó huérfano de madre cuando solo contaba con 1 año y 7 meses de vida.

### Religioso trinitario
José Gamarra ingresó al seminario menor de la Orden Trinitaria con solo 11 años de edad en septiembre de 1934. Al estallar la guerra civil en España en 1936, tuvo que esconderse en casa de la familia de un compañero, también trinitario, por el peligro inminente que significaba ser religioso en aquel entonces, hasta cuando pudo salir del país, fue enviado al noviciado en Livorno (Italia), allí tomó el hábito el 20 de noviembre de 1938, tomando el nombre de José de Jesús Nazareno. Estudió la filosofía en las universidades Gregoriana y en la Angelicum de Roma. Al finalizar sus estudios regresó a España, donde la guerra ya había terminado y estudió la teología en la universidad de Salamanca. Luego fue trasaladado a Alcázar de San Juan donde emitió su profesión solemne el 23 de septiembre de 1945.
José de Jesús Nazareno fue ordenado sacerdote en Salamanca el 1 de marzo de 1947 y desde entonces ocupó varios cargos de relieve en España, maestro de estudiantes en Salamanca, maestro de novicios en Algorta, Ministro conventual de la misma casa, y durante cuatro trienios fue Ministro provincial de la provincia de la Inmaculada Concepción (España Norte).

### Ministro general
En el capítulo general de Rocca di Papa (Roma) de 1983 fue elegido Ministro general de la Orden de la Santísima Trinidad, ese mismo capítulo había aprobado las nuevas Constituciones de la Orden, por medio de la cual se abandonaba el título de «descalzos», y ante la desaparición a finales del siglo XIX de la rama de «calzados», José Gamarra ostenta el título de primer ministro de la Orden de la Santísima Trinidad sin los viejos apellidos. Fue reelegido en el cargo en el capítulo general de
1989 celebrado en Roma. Gobernó la Orden Trinitaria por un período de doce años.
Durante su generalato, José Gamarra fue testigo de los cambios de la Orden y de la Iglesia luego del Concilio Vaticano II, a los que se acogió fielmente e hizo lo posible porque los religiosos trinitarios se adaptaran a leyes conciliares. Alimentó por medio de circulares la comunión entre los distinto institutos de la Familia Trinitaria, colaboró con la formación de las Monjas de la Orden de la Santísima Trinidad y ayudó a Amalia de la Santísima Trinidad, en la organización de las Ermitañas Trinitarias de Guayaquil (Ecuador).

### Últimos años
Al finalizar su período como Ministro general de la Orden Trinitaria, José Gamarra se empeñó como guía espiritual de diversos institutos religiosos, especialmente de las Monjas trinitarias y colaborador de la Editorial Secretariado Trinitario de Salamanca. Desde 2006 comenzó a decaer de salud. Los últimos años de su vida vivió afectado de la enfermedad de Alzheimer, período en que fue cuidado por las atenciones de los religiosos de su Orden de la casa de Salamanca. Murió el 1 de julio de 2012.
| Predecesor: Ignacio Vizcargüenaga («Descalzos») Antonio Martín Bienes («Calzados») | Ministro General de la Orden de la Santísima Trinidad y de los Cautivos. 1971-1983 | Sucesor: José Hernández Sánchez |